# Dexterko

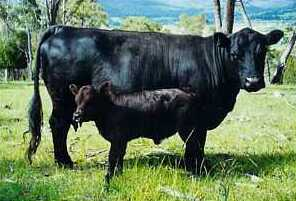
Dexterko med kalv

Dexterko är en nötkreatursras med ursprung i sydvästra Irland. Rasen utmärks av tidig mognad och lång livslängd.
De första skriftliga skildringarna av rasen är från 1845. Rasen infördes till England 1882, och 1892 bildades en egen avelsplan för rasen. Under senare tid har rasen blivit populär och är numera etablerad i flera länder.
Dexterkon är liten, med en genomsnittlig vikt för kor på 300 kilo. En tjur har en mankhöjd på cirka 100–110 centimeter och väger mellan 330 och 440 kilogram. Kon är något mindre och har en mankhöjd på 95–105 centimeter och en vikt på 240–340 kilogram. Rasen används både som mjölkko och diko och årsavkastningen är 2 000–4 000 kilo mjölk. I förhållande till foderintaget är kött- och mjölkproduktionen god. Dexterns kött är förstklassigt och mjölken lämpar sig särskilt bra till ystning. Rasen finns i färgerna svart, röd och dun (gråbrun).
Dexterkor är lättfödda, förnöjsamma och sociala och kan vara utegångsdjur året runt även i Sverige. Den är väl lämpad som betesdjur i miljökänsliga områden tack vare sin storlek.
Svenska Dexterföreningen bildades 2010.. Föreningen verkar för dextern i Sverige och samlar ägare och intresserade runt frågor som avel, stambok och livdjursförmedling.